# Навчальний центр Деберіц
Навчальний центр Деберіц (нім. Truppenübungsplatz Döberitz) — військовий навчальний центр, військовий полігон на території німецької землі Бранденбург, що призначався для всебічної бойової підготовки військовослужбовців, а також підрозділів та частин німецької армії протягом 300 років.
Деберіц Гайде (Döberitzer Heide) — лісиста місцевість на захід від Берліна використовувалася як військовий полігон, починаючи з XVIII століття. Полки короля Фрідріха I та Фрідріха II інтенсивно тренувалися в цьому районі, останній напередодні Семирічної війни провів важливі великі маневри із залученням війська у 44 000 солдатів, у вересні 1753 року. Приблизно до 1890 року на полігоні в Тегелі проводилася бойова підготовка берлінських і потсдамських формувань.
Оскільки місця для тренувань великих частин вже не вистачало через брак площі та постійні перевантаження тодішній начальник Генерального штабу гвардійського корпусу визначився з районом навколо Деберіца. У 1892 році офіцер Генерального штабу фон Бредов отримав завдання оглянути місцевість в Деберіці та визначити межі. 1893 році після обстеження навколишніх земель почалися переговори між керівництвом прусської армії та муніципалітетами, на які претендували військові, що закінчилися у 1894 році придбанням прусською армію площі близько 4400 га, для влаштування навчального центру підготовки військ. Одразу після закінчення переговорів про купівлю, 3/4 лісистої ділянки було вирубано, частка деревини, що утворилася, була використана для будівництва будинків для офіцерського складу, казарм, конюшень, об'єктів навчального табору.
Створення полігону та центру підготовки було завершено в 1894 році. Свою назву він отримав на честь колишнього села Деберіц, яке опинилося посеред полігону. У 1895 році село Деберіц було очищене від останніх мешканців. 1 квітня 1895 року у присутності кайзера Вільгельма II військовий полігон Деберіц та табір охорони були відкриті для використання.
Військовий полігон спочатку служив майданчиком підготовки німецького Гвардійського корпусу. У 1901 році у центрі був розгорнутий перший підрозділ аеростатів спостереження.
З 1910 року на полігоні був створений аеродром Деберіц із льотною школою, який став передовим центром підготовки військових пілотів для авіації Німеччини. Таким чином, Деберіц став місцем народження Імперської повітряної служби Німеччини.
Протягом Першої світової війни на навчальному центрі Деберіц здійснювалася підготовка загальновійськових та авіаційних підрозділів. Зокрема, тут почав льотну підготовку славетний ас Першої світової — «Червоний барон» фон Ріхтгофен. Після закінчення війни — і подальшої заборони практично всієї військової діяльності Німеччини — за рішенням Ради союзників були демонтовані та зруйновані різні технічні споруди — серед них перший у світі льотний тренажер.
У Веймарській Німеччині на полігоні проходили підготовку військові частини рейхсверу. Незадовго до початку Другої світової війни там навчали та організовували «сучасні» бойові частини вермахту. Піщаний сухий ґрунт вересу робив його ідеальним місцем для тренувань важкої артилерії та танків, тоді як авіабаза Деберіц використовувалася для підготовки пілотів та десантників. У 1936 році тут був сформований і пройшов навчання полк «Герман Герінг» — і сумнозвісний «Легіон Кондор», що вирушив звідси для участі в громадянській війні в Іспанії на боці націоналістів. З 1942 по 1945 рік — тут розроблялися і випробовувались високошвидкісні літаки та термобарична зброя до евакуації бази.
Незважаючи на те, що союзники знали, що навчальний центр Деберіц є важливим військовим об'єктом — він ніколи не був об'єктом масових бомбардувань, таким чином основна маса об'єктів військового полігону та центру пережила війну неушкодженою.
Після короткого використання полігону в ролі табору біженців, радянські війська зайняли цей район у 1947 році. Аеродром експлуатувався до середини 1950-х років, але потім, у 1968 році, був перетворений у навчальний центр для підготовки піхоти. Авіаційні ангари були переобладнані в ракетні сховища. Полігон забезпечував проведення занять з тактичної підготовки значної кількості військ ГРВН, одного разу понад 20 000 радянських військовослужбовців були зосереджені у навчальному центрі Деберіц у контексті підготовки до масштабних навчань. Після закінчення радянської окупації та часткового виведення її військ у 1991 році база залишилася занедбаною.